# Humber Premier Football League
De Humber Premier Football League is een Engelse regionale voetbalcompetitie voor clubs uit de regio East Riding of Yorkshire en de directe omgeving daarvan. De competitie werd opgericht in 2000 en bestaat sinds het seizoen 2005/06 uit twee divisies op het elfde en twaalfde niveau in de Engelse voetbalpiramide, namelijk de Premier Division en Division One. In de eerste vijf seizoenen was er slechts één divisie.
De kampioen van de Premier Division komt in aanmerking voor promotie naar de Northern Counties East League. Clubs in Division One kunnen degraderen naar de Driffield & District League, de East Riding Amateur League en de East Riding County League.

## Vorige kampioenen
| Seizoen | Premier Division        | Premier Division         |
| ------- | ----------------------- | ------------------------ |
| 2000/01 | Reckitts AFC            | Reckitts AFC             |
| 2001/02 | Reckitts AFC            | Reckitts AFC             |
| 2002/03 | Reckitts AFC            | Reckitts AFC             |
| 2003/04 | Hutton Cranswick United | Hutton Cranswick United  |
| 2004/05 | Reckitts AFC            | Reckitts AFC             |
| Seizoen | Premier Division        | Division One             |
| 2005/06 | Reckitts AFC            | North Ferriby United Res |
| 2006/07 | Sculcoates Amateurs     | Smith & Nephew           |
| 2007/08 | Sculcoates Amateurs     | St. Andrews Police Club  |
| 2008/09 | Chalk Lane              | Hessle Sporting Club     |
| 2009/10 | Reckitts                | Crown                    |
| 2010/11 | Sculcoates Amateurs     | Hodgsons                 |
| 2011/12 | Reckitts                | Scarborough Town         |
| 2012/13 | Beverley Town           | Goole United             |
| 2013/14 | Beverley Town           | Wawne United             |
| 2014/15 | Sculcoates Amateurs     | AFC Rovers               |